# 新星市
新星市（維吾爾語：يېڭى يۇلتۇز شەھىرى‎，拉丁维文：Yengi Yultuz Shehiri）是中华人民共和国新疆维吾尔自治区下辖的县级市，与新疆生产建设兵团第十三师实行“师市合一”，实际位于新疆哈密市范围内，于2021年2月成立。

## 历史
2018年9月，新疆生产建设兵团民政局调研组到新疆生产建设兵团十三师对拟设新星市进行调研。2020年12月，拟建新星市总体规划成果汇报会召开，会上河南省城乡规划设计研究总院股份有限公司专家汇报新星市的总体规划总体城市设计和控制性详细规划成果。
2021年2月4日，新疆维吾尔自治区人民政府发布消息称，经国务院批准，同意设立新星市，新星市人民政府驻第十三师黄田农场兰新东路57号。

## 人口
2021年末，全市常住人口为14.53万人，比上年末增加0.5万人。其中，男性7.37万人，女性7.16万人；全年出生人口0.08万人，出生率为5.6‰。
2022年末2023年初，全市常人口为15.11万人，男性7.75万人，女性7.36万人。年出生人口0.08万人，死亡人口0.04万人，出生率5.6‰，死亡率2.8‰，自然增长率2.8‰。

## 行政区划
第十三师新星市下辖1个核心区、3个实行团镇合一的农场镇：
新星市核心区、二道湖镇、骆驿镇、黄田镇。　
| 统计用区划代码 | 名称         | 备注                         |
| -------------- | ------------ | ---------------------------- |
| 659011400000   | 新星市核心区 |                              |
| 659011500000   | 二道湖镇     | 与兵团红星一场实行“场镇合一” |
| 659011501000   | 骆驿镇       | 与红星四场实行“场镇合一”     |
| 659011502000   | 黄田镇       | 与黄田农场实行“场镇合一”     |